# Luke Poljanske
Luke Poljanske es una localidad de Croacia en el municipio de Zagorska Sela, condado de Krapina-Zagorje.

## Geografía
Se encuentra a una altitud de 199 m s. n. m. a 76,3 km de la capital nacional, Zagreb.

## Demografía
En el censo 2011, el total de población de la localidad fue de 66 habitantes.